# Neoarcheïcum
| Eon                                        | Era                | Periode        | Ouderdom Ma |
| ------------------------------------------ | ------------------ | -------------- | ----------- |
| Proterozoïcum                              | Paleoproterozoïcum | Siderium       | later       |
| Archeïcum                                  | Neoarcheïcum       | Neoarcheïcum   | 2500 - 2800 |
| Archeïcum                                  | Mesoarcheïcum      | Mesoarcheïcum  | 2800 - 3200 |
| Archeïcum                                  | Paleoarcheïcum     | Paleoarcheïcum | 3200 - 3600 |
| Archeïcum                                  | Eoarcheïcum        | Eoarcheïcum    | 3600 - 4000 |
| Hadeïcum                                   | Hadeïcum           | Hadeïcum       | vroeger     |
| Indeling van het Archeïcum volgens de ICS. |                    |                |             |

De geologische era Neoarcheïcum (ook Neoarchaïcum) is de laatste/bovenste era van het eon Archeïcum, dat duurde van 2,8 Ga tot 2,5 Ga. Het werd voorafgegaan door het Mesoarcheïcum en na/op het Neoarcheïcum komt het Paleoproterozoïcum.

## Aardoppervlak
Tijdens dit tijdperk werd het supercontinent Kenorland gevormd, rond 2,7 miljard jaar (Ga) geleden.

## Leven
Tijdens dit tijdperk ontwikkelden zich de eerste organismen die zuurstof fotosynthetiseerden. Dit zorgde ervoor dat de concentratie zuurstof in de atmosfeer begon te stijgen.

## Atmosfeer
Het vrijgekomen zuurstof reageerde met mineralen in gesteenten en met de broeikasgassen in de atmosfeer. Dit zou uiteindelijk leiden tot de zuurstofcrisis in het latere Paleoproterozoïcum.